# Idaea degenerata
Idaea degenerata là một loài bướm đêm trong họ Geometridae.